# Трусовичі (Логойський район)
Трусовичі — (біл. вёска Трусавічы), село (веска) в складі Логойського району розташоване в Мінській області Білорусі, підпорядковане Янушковицькій сільській раді.
Село Трусовичі розташоване в центральних районах Білорусі, в північній частині Мінської області - орієнтовне розташування.